# Караччоло, Джованни Костанцо
Джованни Костанцо Караччоло (итал. Giovanni Costanzo Caracciolo; 19 декабря 1715, Неаполь, Неаполитанское королевство — 22 сентября 1780, Рим, Папская область) — итальянский куриальный кардинал. Племянник кардинала Антонио Мария Руффо, по своей материнской линии. Дядя кардинала Никола Колонна ди Стильяно, по его материнской линии. Секретарь Священной Конгрегации Фабрики Святого Петра 1 декабря 1740 по 1 декабря 1756. Генеральный аудитор Апостольской Палаты с 26 ноября 1753 по 24 сентября 1759. Префект Верховного Трибунала Апостольской Сигнатуры милости с 1 мая 1765 по 22 сентября 1780. Кардинал-дьякон с 24 сентября 1759, с титулярной диаконии Сан-Чезарео-ин-Палатио с 19 ноября 1759 по 12 декабря 1770. Кардинал-дьякон с титулярной диаконией Сант-Эустакьо с 12 декабря 1770. 